# Жива трава
Жива трава (лат. Erodium cicutarium) је зељаста годишња или у топлој клими, двогодишња врста скривеносеменице из породице Geraniaceae. Пореклом је из Медитерана и донесена је у Северну Америку у осамнаестом веку где је од тада постала инвазивна, нарочито у пустињама и у аридним степама на југозападу Сједињених Америчких Држава.

## Распрострањеност и екологија
Биљка је широко распрострањена у Северној Америци. Расте као годишња у северном делу Северне Америке. У јужним областима Северне Америке, биљка расте као двогодишња са већим лишћем, цветовима и плодовима. Цвета од маја до августа. Може се наћи у огољеним, песковитим, травнатим местима како у унутрашњости тако и на обалама. Њом се хране ларве браон Аргус лептира.

## Опис
То је длакава, лепљива једногодишња биљка. Стабљике имају светло розе цветове, који често имају тамне мрље на основи. Цветови се налазе у слободним групацијама и имају десет филамената – од којих је пет плодно. 

## Употреба
Цела биљка је јестива са укусом сличним оштром першуну ако се убере млад. Према речима Џона Ловела у Медоносним биљкама Северне Америке из 1926, „розе цветови су драгоцен извор меда (нектара), а такође дају пуно полена”. Међу народом Зуни облоге сажваканог корена се наносе на ране и осипе, а инфузија корена се узима за стомак.